# Mariano Álvarez de Castro

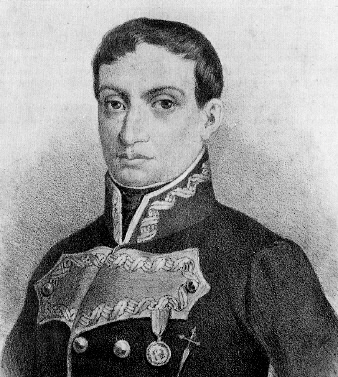
Generał Álvarez de Castro, obrońca Girony

Brygadier Mariano Álvarez de Castro (ur. w 1749, zm. 11 stycznia 1810) – hiszpański wojskowy, wojskowy gubernator i obrońca Girony podczas francuskiego oblężenia miasta w czasie wojny narodowo-wyzwoleńczej w Hiszpanii.
Urodził się w Grenadzie. Do armii wstąpił gdy miał 19 lat, a w roku 1775 ukończył szkołę wojskową w Barcelonie. Brał udział w oblężeniu Gibraltaru w 1783, po kolejnych dziesięciu latach dosłużył się stopnia pułkownika. W czasie wojny w Pirenejach przeciwko Francji (1793-1795) brał udział w wielu akcjach zbrojnych, był ranny i wytrzymał 75-dniowe bombardowanie podczas oblężenia Collioure. Efektem był awans na stopień brygadiera.
W chwili wstąpienia Józefa Bonaparte na tron Hiszpanii w roku 1808, Álvarez był dowódcą cytadeli Montjuïc w Barcelonie. 29 lutego wojska francuskie zażądały wydania fortecy. Álvarez właśnie przygotowywał się do obrony, gdy nagle otrzymał rozkaz od przełożonych, by oddać pozycję bez walki. Álvarez zbiegł z Barcelony i dołączył do przeciwników władania Francuzów nad krajem, którzy zaczynali tworzyć pierwsze oddziały gerylasów. Kortezy zebrane w Kadyksie mianowały go dowódcą Armii Katalonii i gubernatorem Girony.
6 maja 1809 roku francuska armia w sile 18 000 ludzi przystąpiła do oblężenia miasta. Álvarez dysponował garnizonem złożonym z 5 600 ludzi. Francuzi rozstawili pod miastem 40 baterii (160 dział) i przystąpili do systematycznego bombardowania. W ciągu siedmiu miesięcy wystrzelili na miasto około 20 tysięcy granatów i 60 tysięcy kul armatnich. W sierpniu Francuzi zdobyli zamek, główną pozycję obronną. Niezrażony tym de Castro nakazał budować na ulicach barykady i kopać okopy między domami. Ciężkie walki trwały jeszcze cztery miesiące, aż wyczerpany i chory Alavarez oddał dowodzenie w inne ręce. W dwa dni później, 12 grudnia, nastąpiła kapitulacja. Prawdopodobnie około 10 000 żołnierzy i cywilów poległo w oblężonym mieście. Francuskie straty wyniosło około 15 000, ponad połowę z tego z powodu ran i chorób.
Mimo złego stanu zdrowia, Francuzi wywieźli Álvareza do Perpignan. 9 stycznia 1810 Álvarez został przeniesiony do zamku San Fernando w Figueres, gdzie następnego dnia zmarł na malarię (według Francuzów) lub otruty (według Hiszpanów). Pogrzebano go, owiniętego tylko w prześcieradło, na miejscowym cmentarzu.
W kwietniu został pośmiertnie mianowany feldmarszałkiem, a w maju honorowym dowódcą Pierwszego Batalionu Gwardii Królewskiej. W roku 1815 na jego grobie położono tablicę z czarnego marmuru z napisem, że Álvarez został otruty i że padł ofiarą „nikczemności francuskiego tyrana”. W grudniu roku 1823 wojska francuskie, które wkroczyły do Hiszpanii, by ponownie osadzić na tronie króla Ferdynanda VII, zburzyły pomnik na rozkaz marszałka Moncey'ego, byłego napoleońskiego Generalnego Inspektora Żandarmerii.